# Parafia Matki Bożej Pompejańskiej w Warszawie
Parafia Matki Bożej Pompejańskiej – parafia rzymskokatolicka należąca do dekanatu tarchomińskiego, diecezji warszawsko-praskiej, metropolii warszawskiej Kościoła katolickiego. Znajduje się w Warszawie, w dzielnicy Białołęka, na osiedlu Żerań. 

## Historia
Ośrodek duszpasterski na prawach parafii został utworzony w dniu 27 listopada 2016 roku przez arcybiskupa Henryka Hosera